# Filip De Wilde
Filip De Wilde (Zele, 5 de Julho de 1964) é um ex-futebolista belga que jogou na posição de goleiro.

## Biografia
Com apenas nove anos, ingressou num clube da sua terra natal o Eendracht Zele, antes de ingressar num clube mais famoso, o K.S.K. Beveren em 1980. Ele assinou depois pelo clube R.S.C. Anderlecht em 1987, onde se tornou uma lenda.
Mais tarde, deixou aquele clube e jogou em Portugal, no Sporting, nas épocas 1996-97 e 1997-98. Disputou 37 partidas pelo clube lisboeta, estreando-se frente ao Espinho.
Durante o período que atuou profissionalmente foi regularmente chamado para a Seleção Belga de Futebol. Teve 33 internacionalizações entre 1984 e 2000. Esteve no grupo de jogadores em três Campeonatos do Mundo de Futebol: 1990, 1994 e 1998. Nos dois primeiros torneios era reserva de Michel Preud'homme, mas no terceiro atuou nas três partidas, frente a Países Baixos,  México e Seleção Sul-Coreana de Futebol. Seu último jogo pela seleção foi frente a Turquia no Campeonato da Europa de 2000, quando foi expulso a sete minutos do final da partida que culminou com a eliminação belga para os turcos quando jogava em casa.